# Get Up!
『Get Up!』（ゲット・アップ！）は、中山優馬の3枚目のシングル。2014年9月10日にジャニーズ・エンタテイメントから発売された。
CDの発売に先駆け、dwango.jpではケータイ向けの先行配信が8月27日から9月9日まで実施された。

## 収録曲

### 初回限定盤A
CD
1. Get Up!
作詞：KOMU、作曲：CHOKKAKU/Takuya Harada/サミュエル・ワエルモ、編曲：CHOKKAKU
2. Butterfly
作詞：leonn/作曲：RAAY、Art Hunter、Marjetka Vovk/編曲：RAAY
3. Get Up!（オリジナル・カラオケ）
4. Butterfly（オリジナル・カラオケ）

DVD
- 「Get Up!」Video Clip&Making

### 初回限定盤B JECN-0365
CD
1. Get Up!
2. Butterfly
3. Get Up!（オリジナル・カラオケ）
4. Butterfly（オリジナル・カラオケ）

DVD
- 「Butterfly」Video Clip&Making

### 通常盤
1. Get Up!
2. Butterfly
3. Best Friend
作詞：Mio Aoyama/作曲：SHIKATA & REO/編曲：REO
4. I Say Goodbye
作詞：Shusui/作曲：Shusui、Fredrik Hult、Tebey/編曲：Fredrik Hult

### 会場限定盤
1. Get Up!
2. Darkness

## 特典
初回限定盤A・初回限定盤B
- 2面4Pジャケット
- 中山優馬スペシャルイベント応募ID封入

通常盤
- 3面6Pジャケット
- 中山優馬スペシャルイベント応募ID封入（初回プレスのみ）

会場限定盤
- 2面4Pジャケット（会場限定盤デザイン）
- 中山優馬スペシャルイベント応募ID封入無
- 『スペシャルSummer イベント 〜Get up & Come meet YUMA』+ 1握手券封入

### 中山優馬ニューシングル「Get Up!」発売記念イベント
『スペシャルSummer イベント 〜Get up & Come meet YUMA』+ 1
下記会場でCD「Get Up!」を予約すると参加券1枚がプレゼントされた。参加券1枚でイベント（握手会）に1回参加可能。
- 愛知イオンモール岡崎
- 滋賀イオンモール草津
- 広島イオンモール広島府中
- 群馬イオンモール高崎
- 宮城イオンモール名取
- 福岡イオンモール直方
- 東京ららぽーと豊洲
- 富山イオンモール高岡
- 熊本イオンモール宇城
- 北海道イオンモール平岡

### 中山優馬スペシャルイベント
「Get Up!」封入ID 2枚、1stアルバム封入ID 1枚、計3枚1口で応募者全員招待のスペシャルイベントを開催予定。
- 【場所】東京・大阪　各1日予定
- 【実施日】2015年実施予定